# Bertold IV (książę Zähringen)
Bertold IV (ur. ok. 1125 r., zm. 8 grudnia 1186 r.) – książę Zähringen w latach 1152–1186 z rodu Zähringen.

## Życiorys
Bertold IV był jednym z synów księcia Zähringen Konrada I i Klemencji, córki hrabiego Namur Gotfryda I. Był najstarszym spośród czterech braci, którzy przeżyli ojca (najstarszy, Konrad, zmarł w dzieciństwie). Już za życia ojca uczestniczył w zarządzaniu rodowymi dobrami. 
Kontynuował starania ojca o zdominowanie Burgundii. Szybko nawiązał bliskie stosunki z królem Niemiec Fryderykiem I Barbarossą i już w 1152 r. zawarł z nim porozumienie, zgodnie z którym otrzymał tytuł rektora Burgundii, dający mu prawo wykonywania prerogatyw królewskich na tym terenie w jego zastępstwie (przy czym obejmował on nie tylko hrabstwo Burgundii, ale całe ziemie Arelatu aż do wybrzeża Morza Śródziemnego). W 1154 r. wyruszył z Fryderykiem Barbarossą do Italii i w kolejnym roku uczestniczył w jego koronacji cesarskiej w Rzymie. 
Jednak w 1156 r., gdy Fryderyk poślubił córkę i dziedziczkę hrabiego Burgundii Renalda III, Bertold musiał ustąpić z godności rektorskiej (Fryderyk objął samodzielnie kontrolę nad Burgundią). W zamian otrzymał jednak zwierzchnictwo nad biskupstwami Genewy, Lozanny i Sionu, łącznie z prawem inwestytury (później jednak w większości utracone) i pozostawał nadal w dobrych stosunkach z cesarzem; w 1157 r. uczestniczył w kolejnej włoskiej wyprawie Barbarossy, podczas której oddał cesarzowi znaczne usługi.
W 1160 r. doszło jednak do znacznych napięć w stosunkach między Bertoldem i cesarzem. Powodem był brak cesarskiej zgody na zatwierdzenie jako arcybiskupa Moguncji brata Bertolda, Rudolfa, mimo wyboru przez mieszkańców miasta. Konflikt pogłębiły działania cesarza w 1162 r.: odebranie Bertoldowi prawa inwestytury wobec biskupów Genewy oraz dokonany pod naciskiem Fryderyka rozwód potężnego księcia saskiego Henryka Lwa z siostrą Bertolda Klemencją. W związku z tym Bertold zaczął szukać sprzymierzeńca w osobie króla Francji Ludwika VII, wystąpił też przeciwko interesom Hohenstaufów w Szwabii stając po stronie Welfów w sporze z palatynem Tybingi, którego popierał Fryderyk IV szwabski, kuzyn Barbarossy.
Do ugody Bertolda z cesarzem doszło w 1166 r., m.in. Bertoldowi zwrócono Badenweiler (wiano Klemencji). Już w tym samym roku Bertold ruszył z Fryderykiem na następną wyprawę włoską, a w kolejnym brat Bertolda, Rudolf, otrzymał biskupstwo Liège. W 1171 r. cesarz obiecał Bertoldowi dziedziczenie dóbr hrabiów Namur w okolicach Trewiru. W 1174 r. Bertold ponownie wyruszył z cesarzem do Włoch, jednak szybko wrócił, ponownie uczynił to w 1178 r.; w tym okresie jednak już rzadziej przebywał w otoczeniu cesarza, częściej zaś zajmował się swoimi włościami. W 1173 r. uzyskał zwierzchnictwo nad Zurychem, zdołał też zapewnić sobie inne nabytki terytorialne. Dbał o rozwój miast, m.in. w 1157 r. założył Fryburg.

## Rodzina
Bertold był dwukrotnie żonaty. Pierwszą żoną była Heilwiga (zm. przed 1183 r.), córka Hermana, hrabiego Froburga. Z tego związku pochodziło troje dzieci:
- Bertold V, następca ojca jako książę Zähringen,
- Agnieszka, żona Eugeniusza IV, hrabiego Urach,
- Anna, żona Ulryka, hrabiego Kyburga.

Drugą żoną Bertolda była Ida (zm. 1216 r.), córka Mateusza I, hrabina Boulogne.